# エリサ・トバチ
エリサ・トバチ(仏: Élisa Tovati、本名は仏: Élisa Touati、1976年3月23日 - )はフランスの歌手であり女優。

## 来歴
モロッコ系ユダヤ人の父とロシア系ユダヤ人の母の元パリで生まれる。15歳からクール・フロラン（フランス語: Cours Florent）で演技のレッスンを受け始める。1993年、テレビ番組「Y'a Pas d'lézard」への出演をきっかけに「Navarro」、「Nestor Burma」など数々の映画やドラマに出演。その後ビガス・ルナ監督作品である映画「Macho」に出演。
2002年にファーストアルバム『Ange Étrange』をコロムビア・レコードよりリリース。2006年、2枚目のアルバムである『Je ne mâche pas les mots』にはヴィンセント・バギアン（フランス語: Vincent Baguian）やザジ(仏：Zazie)が参加しており、このアルバムの制作時に行われた作詞の公開コンペティションには1500を超える応募があった。
2006年公開の映画クリストフ・マラヴォワ（フランス語: Christophe Malavoy）監督の『Zone libre』、2007年に公開されたヤン・クーネン監督の『99 francs』で映画出演を再開した。
2008年にはローラン・リュキエの演劇『Open Bed』にアリス役で出演。2011年アルバム『Le Syndrome de Peter Pan』の収録曲である「Il nous faut」でトム・ダイス（英語: Tom Dice）とのデュエットを発売しフランス国内のチャートで6位を記録。さらにダウンロードランキングで1位を記録した。

## ディスコグラフィ

### シングル
- Moi, Je T'Aime Pour Rien(2002年)
- Il nous faut(2011年) - Elisa Tovati & Tom Dice名義
- Tous les chemins(2011年)
- S.O.S(2017年)

### アルバム
- Ange Etrange(2002年)
- Je Ne Mâche Pas Les Mots(2006年)
- Le Syndrome de Peter Pan(2012年)
- Cabine 23(2014年)[6]

## 受賞歴
- NRJ Music Awards（英語: NRJ Music Award） 2012(2012年) -「Il nous faut」でトム・ダイスと受賞[7]